# Монтемарано
Монтемарано (итал. Montemarano) — коммуна в Италии, располагается в регионе Кампания, в провинции Авеллино.
Население составляет 3039 человек, плотность населения составляет 92 чел./км². Занимает площадь 33 км². Почтовый индекс — 83040. Телефонный код — 0827.
Покровителем населённого пункта считается San Giovanni. Праздник ежегодно празднуется 21 августа.